# Olivier Doll
‎
Olivier Doll, belgijski nogometaš, * 9. junij 1973, Bruselj, Belgija.
Doll je igral za KSC Lokeren in R.S.C. Anderlecht ter belgijsko nogometno reprezentanco.